# Censo dos Estados Unidos de 1850
O Censo dos Estados Unidos de 1850 foi o sétimo censo dos Estados Unidos. Conduzido pelo Escritório do Censo em 1º de junho de 1850, determinou que a população residente dos Estados Unidos fosse 23.191.876 - um aumento de 35,9% em relação às 17.069.453 pessoas enumeradas durante o censo de 1840. A população total incluiu 3.204.313 escravos.
Este foi o primeiro censo onde houve uma tentativa de coletar informações sobre todos os membros de todas as famílias, incluindo mulheres, crianças e escravos. Antes de 1850, os registros dos censos registravam apenas o nome do chefe do domicílio e a ampla contabilidade estatística de outros membros do domicílio (três crianças menores de cinco anos, uma mulher com idade entre 35 e 40 anos, etc.). Foi também o primeiro censo a perguntar sobre o local de nascimento.
Hinton Rowan Helper fez uso extensivo dos resultados do censo de 1850 em seu livro politicamente notório The Impending Crisis of the South (1857).

## Controvérsias
O Secretário do território de Utah, Broughton Harris, recusou-se a certificar o recenseamento de 1850 do território de Utah. Harris reclamou que Brigham Young havia conduzido o censo sem ele e que havia várias irregularidades. O censo relatou apenas 26 escravos, com uma nota de que todos eles estavam indo para a Califórnia, fazendo parecer que não haveria escravos em Utah. Não incluiu nenhum dos escravos mantidos em Bountiful, Utah. John David Smith estima que havia 100 negros, a maioria sendo escravos. Utah vinha procurando ativamente esconder sua população escrava do Congresso, temendo que isso pudesse impedi-la em sua busca para se tornar um estado. Por causa das irregularidades, Harris reteve fundos do governo reservados para fazer o censo. As consequências da controvérsia contribuíram para a decisão de Harris de se juntar aos outros Funcionários de Fuga de 1851, abandonando seus postos no território de Utah. Os relacionamentos continuaram a azedar e acabaram resultando na Guerra de Utah.

## População por estado
| Ranking | Estado               | População |
| ------- | -------------------- | --------- |
| 01      | Nova Iorque          | 3,097,394 |
| 02      | Pensilvânia          | 2,311,786 |
| 03      | Ohio                 | 1,980,329 |
| 04      | Virgínia             | 1,119,348 |
| 05      | Tennessee            | 1,002,717 |
| 06      | Massachusetts        | 994,514   |
| 07      | Indiana              | 988,416   |
| 08      | Kentucky             | 982,405   |
| 09      | Geórgia              | 906,185   |
| 10      | Carolina do Norte    | 869,039   |
| 11      | Illinois             | 851,470   |
| 12      | Alabama              | 771,623   |
| 13      | Missouri             | 682,044   |
| 14      | Carolina do Sul      | 668,507   |
| 15      | Mississippi          | 606,526   |
| 16      | Maine                | 583,169   |
| 17      | Maryland             | 583,034   |
| 18      | Luisiana             | 517,762   |
| 19      | Nova Jérsia          | 489,555   |
| 20      | Michigan             | 397,654   |
| 21      | Connecticut          | 370,792   |
| 22      | Nova Hampshire       | 317,976   |
| 23      | Vermont              | 314,120   |
| 24      | Wisconsin            | 305,391   |
| X       | Virgínia Ocidental   | 302,313   |
| 25      | Texas                | 212,592   |
| 26      | Arkansas             | 209,897   |
| 27      | Iowa                 | 192,214   |
| 28      | Rhode Island         | 147,545   |
| 29      | Califórnia           | 92,597    |
| 30      | Delaware             | 91,532    |
| 31      | Flórida              | 87,445    |
| X       | Novo México          | 61,547    |
| X       | Distrito de Columbia | 51,687    |
| X       | Óregon               | 12,093    |
| X       | Utah                 | 11,380    |
| X       | Minnesota            | 6,077     |
| X       | Washington           | 1,201     |

## População por cidade
| Ranking | Cidade             | Estado               | População | Região       |
| ------- | ------------------ | -------------------- | --------- | ------------ |
| 01      | Nova Iorque        | Nova Iorque          | 515,547   | Nordeste     |
| 02      | Baltimore          | Maryland             | 169,054   | Sul          |
| 03      | Boston             | Massachusetts        | 136,881   | Nordeste     |
| 04      | Filadélfia         | Pensilvânia          | 121,376   | Nordeste     |
| 05      | Nova Orleães       | Luisiana             | 116,375   | Sul          |
| 06      | Cincinnati         | Ohio                 | 115,435   | Centro-Oeste |
| 07      | Brooklyn           | Nova Iorque          | 96,838    | Nordeste     |
| 08      | St. Louis          | Missouri             | 77,860    | Centro-Oeste |
| 09      | Spring Garden      | Pensilvânia          | 58,894    | Nordeste     |
| 10      | Albany             | Nova Iorque          | 50,763    | Nordeste     |
| 11      | Northern Liberties | Pensilvânia          | 47,223    | Nordeste     |
| 12      | Kensington         | Pensilvânia          | 46,774    | Nordeste     |
| 13      | Pittsburgh         | Pensilvânia          | 46,601    | Nordeste     |
| 14      | Louisville         | Kentucky             | 43,194    | Sul          |
| 15      | Charleston         | Carolina do Sul      | 42,985    | Sul          |
| 16      | Buffalo            | Nova Iorque          | 42,261    | Nordeste     |
| 17      | Providence         | Rhode Island         | 41,513    | Nordeste     |
| 18      | Washington         | Distrito de Columbia | 40,001    | Sul          |
| 19      | Newark             | Nova Jérsia          | 38,894    | Nordeste     |
| 20      | Southwark          | Pensilvânia          | 38,799    | Nordeste     |
| 21      | Rochester          | Nova Iorque          | 36,403    | Nordeste     |
| 22      | Lowell             | Massachusetts        | 33,383    | Nordeste     |
| 23      | Williamsburg       | Nova Iorque          | 30,780    | Nordeste     |
| 24      | Chicago            | Illinois             | 29,963    | Centro-Oeste |
| 25      | Troy               | Nova Iorque          | 28,785    | Nordeste     |
| 26      | Richmond           | Virgínia             | 27,570    | Sul          |
| 27      | Moyamensing        | Pensilvânia          | 26,979    | Nordeste     |
| 28      | Syracuse           | Nova Iorque          | 22,271    | Nordeste     |
| 29      | Allegheny          | Pensilvânia          | 21,262    | Nordeste     |
| 30      | Detroit            | Michigan             | 21,019    | Centro-Oeste |
| 31      | Portland           | Maine                | 20,815    | Nordeste     |
| 32      | Mobile             | Alabama              | 20,515    | Sul          |
| 33      | New Haven          | Connecticut          | 20,345    | Nordeste     |
| 34      | Salem              | Massachusetts        | 20,264    | Nordeste     |
| 35      | Milwaukee          | Wisconsin            | 20,061    | Centro-Oeste |
| 36      | Roxbury            | Massachusetts        | 18,364    | Nordeste     |
| 37      | Columbus           | Ohio                 | 17,882    | Centro-Oeste |
| 38      | Utica              | Nova Iorque          | 17,565    | Nordeste     |
| 39      | Charlestown        | Massachusetts        | 17,216    | Nordeste     |
| 40      | Worcester          | Massachusetts        | 17,049    | Nordeste     |
| 41      | Cleveland          | Ohio                 | 17,034    | Centro-Oeste |
| 42      | New Bedford        | Massachusetts        | 16,443    | Nordeste     |
| 43      | Reading            | Pensilvânia          | 15,743    | Nordeste     |
| 44      | Savannah           | Geórgia              | 15,312    | Sul          |
| 45      | Cambridge          | Massachusetts        | 15,215    | Nordeste     |
| 46      | Bangor             | Maine                | 14,432    | Nordeste     |
| 47      | Norfolk            | Virgínia             | 14,326    | Sul          |
| 48      | Lynn               | Massachusetts        | 14,257    | Nordeste     |
| 49      | Lafayette          | Luisiana             | 14,190    | Sul          |
| 50      | Petersburg         | Virgínia             | 14,010    | Sul          |
| 51      | Wilmington         | Delaware             | 13,979    | Sul          |
| 52      | Manchester         | Nova Hampshire       | 13,932    | Nordeste     |
| 53      | Hartford           | Connecticut          | 13,555    | Nordeste     |
| 54      | Lancaster          | Pensilvânia          | 12,369    | Nordeste     |
| 55      | Oswego             | Nova Iorque          | 12,205    | Nordeste     |
| 56      | Springfield        | Massachusetts        | 11,766    | Nordeste     |
| 57      | Fall River         | Massachusetts        | 11,524    | Nordeste     |
| 58      | Poughkeepsie       | Nova Iorque          | 11,511    | Nordeste     |
| 59      | Wheeling           | Virgínia             | 11,435    | Sul          |
| 60      | Paterson           | Nova Jérsia          | 11,334    | Nordeste     |
| 61      | Dayton             | Ohio                 | 10,977    | Centro-Oeste |
| 62      | Taunton            | Massachusetts        | 10,441    | Nordeste     |
| 63      | Nashville          | Tennessee            | 10,165    | Sul          |
| 64      | Portsmouth         | Nova Hampshire       | 9,738     | Nordeste     |
| 65      | Newburyport        | Massachusetts        | 9,572     | Nordeste     |
| 66      | Newport            | Rhode Island         | 9,563     | Nordeste     |
| 67      | Auburn             | Nova Iorque          | 9,548     | Nordeste     |
| 68      | Camden             | Nova Jérsia          | 9,479     | Nordeste     |
| 69      | Augusta            | Geórgia              | 9,448     | Sul          |
| 70      | Covington          | Kentucky             | 9,408     | Sul          |
| 71      | New London         | Connecticut          | 8,991     | Nordeste     |
| 72      | Schenectady        | Nova Iorque          | 8,921     | Nordeste     |
| 73      | Memphis            | Tennessee            | 8,841     | Sul          |
| 74      | Alexandria         | Virgínia             | 8,734     | Sul          |
| 75      | Montgomery         | Alabama              | 8,728     | Sul          |
| 76      | Portsmouth         | Virgínia             | 8,626     | Sul          |
| 77      | Concord            | Nova Hampshire       | 8,576     | Nordeste     |
| 78      | Nantucket          | Massachusetts        | 8,452     | Nordeste     |
| 79      | Georgetown         | Distrito de Columbia | 8,366     | Sul          |
| 80      | Chicopee           | Massachusetts        | 8,291     | Nordeste     |
| 81      | Lawrence           | Massachusetts        | 8,282     | Nordeste     |
| 82      | Augusta            | Maine                | 8,225     | Nordeste     |
| 83      | Dover              | Nova Hampshire       | 8,196     | Nordeste     |
| 84      | New Albany         | Indiana              | 8,181     | Centro-Oeste |
| 85      | Lexington          | Kentucky             | 8,159     | Sul          |
| 86      | Danvers            | Massachusetts        | 8,109     | Nordeste     |
| 87      | Indianápolis       | Indiana              | 8,091     | Centro-Oeste |
| 88      | Lynchburg          | Virgínia             | 8,071     | Sul          |
| 89      | Bath               | Maine                | 8,020     | Nordeste     |
| 90      | Madison            | Indiana              | 8,012     | Centro-Oeste |
| 91      | Dorchester         | Massachusetts        | 7,969     | Nordeste     |
| 92      | Zanesville         | Ohio                 | 7,929     | Centro-Oeste |
| 93      | Harrisburg         | Pensilvânia          | 7,834     | Nordeste     |
| 94      | Gloucester         | Massachusetts        | 7,786     | Nordeste     |
| 95      | Warwick            | Rhode Island         | 7,740     | Nordeste     |
| 96      | North Providence   | Rhode Island         | 7,680     | Nordeste     |
| 97      | West Troy          | Nova Iorque          | 7,564     | Nordeste     |
| 98      | Pottsville         | Pensilvânia          | 7,515     | Nordeste     |
| 99      | Wilmington         | Carolina do Norte    | 7,264     | Sul          |
| 100     | Easton             | Pensilvânia          | 7,250     | Nordeste     |